# Heiko Nowak
Heiko Nowak (* 27. September 1968 in Hoyerswerda) ist ein deutscher Fußballtrainer und ehemaliger Fußballspieler.

## Sportliche Laufbahn

### Vereinskarriere
Nowak kämpfte sich beim BFC Dynamo aus der Nachwuchsabteilung ins Ligaaufgebot der Ost-Berliner. Mit dem Juniorenoberligateam der Weinroten hatte er 1987 das Double aus Meisterschaft und Pokal gewonnen.
In der zweithöchsten Spielklasse des DDR-Fußballs verzeichnete er für die 2. Mannschaft des BFC und die Aktivist Schwarze Pumpe über 100 Einsätze. In acht Spielzeiten beim FC Rot-Weiß Erfurt stand der Defensivakteur in fast 175 Punktspielen auf dem Rasen und erzielte zwölf Tore. Zunächst 1993/94 in der Amateur-Oberliga und ab Sommer 1994 in der wieder aufgelegten Regionalliga – beides zum jeweiligen Zeitpunkt die dritthöchste Spielklasse im deutschen Fußball.

### Auswahleinsätze
Mit der DDR-Juniorenauswahl holte der BFC-Nachwuchsspieler 1986 den 2. Rang bei den Jugendwettkämpfen der Freundschaft. Insgesamt sind für ihn fünf U-18-Länderspiele notiert. Bereits 1985 hatte Nowak mit der U-16 an der Jugend-EM in Ungarn teilgenommen und unter Trainer Frank Engel dort den 4. Platz belegt.

## Berufliche Laufbahn
Heiko Nowak blieb dem Fußballgeschäft nach seiner aktiven Karriere erhalten. Als Co-Trainer des FC Rot-Weiß Erfurt agierte er auf Interimsbasis als Chef der 1. Mannschaft zwischen dem 9. Februar und dem 19. Februar 2008, nachdem Pawel Dotschew entlassen und bevor Karsten Baumann eingestellt wurde. Von 2018 bis 2020 war Nowak Leiter der Nachwuchsabteilung des FC Carl Zeiss Jena. Im September 2020 übernahm er das Traineramt beim Oberligisten FSV Martinroda.